# 三重県道625号上海老高角線
三重県道625号上海老高角線（みえけんどう625ごう かみえびたかつのせん）は、三重県四日市市を通る一般県道である。

## 概要
四日市市上海老町から四日市市高角町に至る。

### 路線データ
- 起点：三重県四日市市上海老町（字東大沢1632-6番地先[1][2]：大沢東交差点、国道365号交点）
- 終点：三重県四日市市高角町（字境田2226の1番地先[1][2]：高角町西交差点、国道477号旧道交点、国道477号四日市インターアクセス道路上）

## 沿革
- 1959年（昭和34年）
  - 1月25日 - 認定[3]

起点：三重県四日市市上海老町
終点：三重県四日市市高角町
  - 3月31日 - 道路区域の決定[4]
  - 5月19日 - 道路の供用開始[5]
  - 三重県四日市市上海老町字東大沢1648の43番地先から三重県四日市市赤水町少兵山1000の1番地を経て三重県四日市市高角町字境田2226の1番地先まで（延長5,560.00 m）
- 1964年（昭和39年）11月20日 - 道路区域の変更[6]（路線の延長、起点の変更）

三重県四日市市上海老町1635番地先から三重県四日市市上海老町字東大沢1648の43番地先まで（延長640.00 m）
備考：平津菰野線交点から四日市員弁線交点まで

## 路線状況

### 重複区間
- 国道477号（四日市市平尾町・平尾インター西交差点 - 四日市市高角町・高角町西交差点（終点））

### 道路施設

#### 橋梁
- 上海老橋（海蔵川、四日市市）

## 地理

### 通過する自治体
- 三重県
  - 四日市市

### 交差する道路
| 交差する道路                                                         | 交差する場所 | 交差する場所          |
| -------------------------------------------------------------------- | ------------ | --------------------- |
| 国道365号 / 員弁バイパス                                             | 上海老町     | 大沢東交差点 / 起点   |
| 三重県道620号平津菰野線                                              | 上海老町     | 大沢交差点            |
| 三重県道616号田光四日市線                                            | 赤水町       | 黒橋北交差点          |
| 三重県道624号千草赤水線                                              | 赤水町       | 赤水町交差点          |
| 国道477号 / 四日市インターアクセス道路 重複区間起点                  | 平尾町       | 平尾インター西交差点  |
| 三重県道753号平尾茶屋町線                                            | 平尾町       | 平尾インター交差点    |
| 国道477号 / 旧道 国道477号 / 四日市インターアクセス道路 重複区間終点 | 高角町       | 高角町西交差点 / 終点 |

### 沿線
- E23 東名阪自動車道 31 四日市IC
- 三重県立四日市中央工業高等学校
- 四日市市立県小学校
- 保々工業団地
- 八千代工業 四日市製作所
- CKD 四日市事業所
- まきの木台（住宅団地）
- 近鉄湯の山線 高角駅